# Sekule
Sekule (in ungherese Székelyfalva, in tedesco Sekeln) è un comune della Slovacchia facente parte del distretto di Senica, nella regione di Trnava.